# Султанов, Алексей Файзулхакович
Алексей Файзулхакович Султанов (узб. Aleksey Fayzulhakovich Sultanov, 7 августа 1969, Ташкент — 30 июня 2005, Форт-Уэрт, США) — советский, российский и американский пианист (гражданство США с 2004).

## Биография
Алексей Султанов родился 7 августа 1969 года в Ташкенте.
С четырёх лет Султанов учился в Республиканской музыкальной школе у педагога Тамары Попович. Впервые вышел на сцену в возрасте семи лет, исполнив с оркестром рондо Моцарта ре мажор (K. 382), а уже с восьмилетнего возраста выступал с концертами регулярно. В пятнадцать лет стал лауреатом Премии комсомола Узбекистана.
Поступил в Московскую консерваторию в класс Льва Наумова.
В 1986 году на VIII Международном конкурсе имени Чайковского в Москве 16-летний Алексей Султанов был фаворитом конкурса. За час до жеребьёвки во время разыгрывания Алексей уронил крышку рояля на руку (по другой версии, музыкант в ярости ударил кулаком о стену) — врач констатировал перелом пальца. Султанов решил играть, за кулисами врач делал обезболивание. Публика, узнав о случившемся, все два тура долго аплодировала после его выступлений. Несмотря на это, в число финалистов Султанов не вошёл.
В 1989 году Султанов стал победителем Международного конкурса пианистов имени Вана Клиберна, исполнив в финале Второй концерт Рахманинова. Публика аплодировала пианисту стоя, вызывая на поклоны более пяти раз. Гран-при конкурса ему вручил сам Ван Клиберн, председательствовавший в жюри. После победы на Конкурсе им. Клиберна Алексей Султанов приобрёл мировую известность.
По контракту Алексей начал головокружительное турне из 200 концертов, начавшееся после конкурса и растянувшееся на следующие два года. «… жизнь Алексея была насыщенной в первые годы после победы на конкурсе им. Клиберна..», — говорит Дениз Маллинз, которая тогда работала на Клиберна, руководя делами Алексея.
В 1988—1996 годах музыкант находился в постоянном страхе призыва на срочную службу. Поступив в МГК, мог в 1988 г. быть рекрутирован (студенты с середины 1980-х не имели отсрочки), но этой участи удалось избежать как особо талантливому, а в 1989 г. вузовскую отсрочку вернули. Чуть позже, ввиду вышеупомянутого турне, прервал учёбу в консерватории, но тогда стал подпадать под призыв на общих основаниях (то, что речь шла об артисте суперуровня, военкомат не интересовало). Это вынудило избегать появления в стране до истечения призывного возраста, особенно после эпизода, когда едва не был направлен в армию прямо из аэропорта. В итоге Султанов не возобновил обучение — а с 1991 г. обосновался в США. Об «угрозе армии» пианист не раз говорил в интервью «Коммерсанту», «Литературной газете» и другим изданиям.
В дальнейшем Султанов дважды участвовал в крупных международных конкурсах, и оба раза это участие сопровождалось громкими скандалами.
В 1995 году, несмотря на восхищение публики и восторг прессы, жюри Конкурса пианистов имени Шопена решило присудить Султанову лишь вторую премию, а первую не присуждать никому. Оскорблённый Султанов отказался получать диплом второй степени, после чего у 26-летнего пианиста случился микроинсульт.
В 1998 году жюри Международного конкурса имени Чайковского сочло исполнение Султановым Седьмой сонаты С. С. Прокофьева излишне темпераментным и не допустило его в финал, что вызвало грандиозный скандал и резкую реакцию прессы и публики. Первая премия конкурса была присуждёна Денису Мацуеву. Председатель жюри, композитор Андрей Эшпай, объявляя итоги второго тура, сказал, что «ему стыдно за то, что Алексей Султанов не прошёл в финал».
В 2001 году Султанов перенёс ряд повторных инсультов, приведших к параличу левой стороны тела и слепоте левого глаза. Он пытался продолжать выступать с благотворительными концертами, в которых ему помогала жена, Даце Абеле, исполнявшая партии левой руки.
30 июня 2005 года музыкант умер в Форт-Уэрте (США) от остановки сердца в возрасте 35 лет.

## Семья
Бабушка (по линии отца) — Замира Хидоятова (1909—1998), узбекская актриса, народная артистка Узбекской ССР (1944), Лауреат Государственной премии Узбекской ССР им. Хамзы (1979).
Отец — Файзулхак Абдулхакович Султанов, преподаватель Ташкентской консерватории.
Мать — Наталия Михайловна Погорелова, преподаватель по классу скрипки в ДШИ имени М. Балакирева (г. Москва).
Брат — Сергей Файзулхакович Султанов, музыкант, лауреат международных конкурсов.
Жена — Даце Султанова (Абеле), виолончелистка, рижанка, вместе учились в консерватории. Проживает в США.
Детей нет.

## Творчество
По своему темпераменту Султанов тяготел к романтическому и постромантическому репертуару. Его основные записи включали произведения С. Рахманинова, Ф. Шопена, Ф. Листа, А. Скрябина. Искусство Алексея Султанова отличала экспрессия, самоотдача и проникновенность лирических образов, а также фортепианное мастерство.